# Autoestrada A6
L'autoestrada A6, conosciuta anche come Autoestrada do Alentejo, è un'autostrada portoghese. Terminata nel 1999, rappresenta la principale via di comunicazione stradale tra Lisbona e Madrid. L'A6 nasce dall'allacciamento A2/A13 a Marateca, a sud est di Lisbona, ed attraversa in direzione est la regione dell'Alentejo. Raggiunge Montemor-o-Novo (km 38), Évora (km 59), Estremoz (km 105) e Elvas (km 140) terminando il suo percorso al confine spagnolo immettendosi nell'autovía A-5 nei pressi di Badajoz. Misura 158,7 km ed è parte dell'itinerario europeo E90. Il costo del pedaggio per l'intera tratta è di 13,40 € per un veicolo di classe 1 (agosto 2018).